# Deutsche Verwaltungspraxis
Die Deutsche Verwaltungspraxis (DVP), Fachzeitschrift für die öffentliche Verwaltung, ist eine juristische Fachzeitschrift. Ihr Schwerpunkt liegt auf der wissenschaftlichen und didaktischen Erörterung grundlegender und aktueller öffentlich-rechtlicher sowie verwaltungswissenschaftlicher Fragen. Dabei berücksichtigt sie auch verwaltungsrelevante Gebiete der Wirtschafts- und Finanzwissenschaft, der Sozialwissenschaften und der Verwaltungslehre. Die DVP erscheint monatlich im Maximilian Verlag. Die Druckauflage beträgt 2.100 Exemplare; außerdem ist die Zeitschrift seit dem Jahr 2015 auch als Online-Ausgabe erhältlich.
Die DVP erschien erstmals 1950. Bis zum Jahrgang 28 (1977) wurde sie als Loseblattausgabe herausgegeben. Von 1978 bis 1991 erschienen Landesausgaben für Hessen, Niedersachsen, Nordrhein-Westfalen, Rheinland-Pfalz, Saarland und Schleswig-Holstein. Der Maximilian Verlag feierte im Januar 2024 das 75. Jubiläum der DVP.
Die Zeitschrift wird herausgegeben unter anderen von Martin Bornträger, Peter Eichhorn, Dirk Furchert, Michael Koop, Utz Schliesky, Udo Steiner, Holger Weidemann sowie Iris Wiesner. Chefredakteur ist Holger Weidemann.

## Gesetzessammlung sowie Schriften- und Lehrbuchreihen
Unter gleichem Namen erscheint ebenfalls im Maximilian Verlag eine Sammlung von Gesetzestexten. Diese sind jeweils in einen bundesrechtlichen Teil und in einen landesrechtlichen Teil gegliedert. Sie werden als Loseblattsammlung geführt und ca. vierteljährlich durch Ergänzungslieferungen aktualisiert. Zusätzlich erscheinen diverse Schriften- sowie Lehrbuchreihen, die vertiefende verwaltungsrechtliche Themen für die Aus- und Weiterbildung in verschiedenen Bundesländern bieten.
In Schleswig-Holstein ist die DVP-Gesetzessammlung gemäß den Richtlinien der Verwaltungsakademie Bordesholm (VAB) sowie der FHVD Altenholz das einzige zulässige Lehrwerk zu Ablegung von Prüfungen (z. B. Angestelltenprüfung I. und II. und Laufbahnprüfungen für Beamte).